# سهیلا گلستانی (خواننده)
سهیلا گلستانی خواننده زن ایرانی متولد و ساکن اصفهان است. او از سال ۱۳۸۶ در ایران به طور مجاز خوانندگی می‌کند.

## زندگی شخصی
پدر گلستانی استاد فلسفه دانشگاه اصفهان بوده است. به دلیل جایگاه اجتماعی پدر رفت و آمد اهالی هنر و موسیقی در منزل آنان زیاد بوده و همین زمینه‌ساز علاقه او به موسیقی شده است. در دوره دبستان شروع به فراگیری پیانو می‌کند و موسیقی برایش جدی‌تر می‌شود. او تحصیلاتش را تا مقطع دکترای رشته علوم آزمایشگاهی در دانشگاه علوم پزشکی شهید بهشتی تهران ادامه داد،

## احضار به دادگاه
گلستانی  با انتشار تصویری در صفحه اینستاگرم خود از احضار به دادگاه برای «دفاع از ارتکاب فعل حرام در ملاء عام» به دلیل آواز خواندن خبر داد.

## فعالیت هنری
تحصیلات دانشگاهی گلستانی در تهران شرایط بهتری برای ادامه فعالیت آوازی او ایجاد کرد. در همین دوره او در کلاس‌ ردیف آوازی استاد هنگامه اخوان نام نویسی کرد و ردیف های آوازی را نزد ایشان آموخت.در همین دوران او علاوه بر شرکت در دوره‌های تکنیک صدا به عضویت کانون خوانندگان موسیقی سنتی ایران نیز در می‌آید.

سهیلا گلستانی عضو پیوسته کانون خوانندگان سنتی ایران می باشد.